# Дюпсюнский наслег
Дюпсюнский наслег — сельское поселение в Усть-Алданском улусе Якутии.
В состав наслега входят 3 села:
- Дюпся — центр наслега,
- Бяди,
- Стойка.

Площадь муниципального образования — 63 847 га.

## Население
| 2002  | 2010  | 2011  | 2012  | 2013  | 2014  | 2015  |
| ----- | ----- | ----- | ----- | ----- | ----- | ----- |
| 1416  | ↗1536 | ↘1535 | ↘1489 | ↘1442 | ↘1394 | →1394 |
| 2016  | 2017  | 2018  | 2019  | 2020  | 2021  |       |
| ↘1352 | ↘1328 | ↘1318 | ↘1307 | ↘1302 | ↗1306 |       |

## Экономика
Основные производства — мясо-молочное скотоводство, мясное табунное коневодство.

## Инфраструктура
В наслеге обеспечены постоянное электро- и теплоснабжение. Работает почтовая и телефонная связь. Сёла связаны с центром улуса и другими населёнными пунктами республики автодорогами.
В наслеге работают 24 фермерских хозяйства, кредитный кооператив, сельскохозяйственный потребительский кооператив, 2 совхоза, столярная мастерская, цех по производству молока, 2 цеха по переработке молока, пекарня, филиал Борогонского гранильного завода.
В 2007 году в наслеге строились водовод, больница, сайылык «Ампардаах», музей-усадьба Василия Никифорова — Кюлюмнюра, цех по переработке сельскохозяйственной продукции.
Работают участковая больница, фельдшерско-акушерский пункт, Дюпсюнская средняя школа, Бядинская основная школа, Дюпсюнский и Бядинский детские сады, музей космонавтики, станция юных техников.